# Ковальчук Сергій Петрович
Сергі́й Петро́вич Ковальчу́к (нар. 17 серпня 1973 — 17 серпня 2016) — молодший сержант Збройних сил України, учасник російсько-української війни.

## Життєпис
Народився 1973 року в місті Кельменці (Чернівецька область). Закінчив кельменецьку школу, створив родину; працював газозварювальником у приватного підприємця.
Коли прийшла повістка не ухилявся; мобілізований 27 січня 2015 року. Молодший сержант, командир відділення 122-го окремого аеромобільного батальйону, 81-ша бригада. По закінчені терміну мобілізації уклав контракт на подальшу службу.
17 серпня 2016-го загинув (у день свого народження) під час мінометного обстрілу, вчиненого терористами, в промзоні Авдіївки — від чисельних осколкових поранень, потрапивши, крім цього, під завал.
19 серпня 2016 року похований у смт Кельменці. 18—20 серпня 2016-го в Кельменецькому районі оголошені Днями жалоби.
Без Сергія лишилися мама, дружина Тетяна та четверо дітей — Євгенія 1998 р.н., Катерина 2001 р.н., Петро 2004 р. н. й Ганна 2008 р.н., дві сестри з родинами.

## Нагороди та вшанування
- указом Президента України № 511/2016 від 19 листопада 2016 року «за особисту мужність і високий професіоналізм, виявлені у захисті державного суверенітету та територіальної цілісності України, вірність військовій присязі» — нагороджений орденом «За мужність» III ступеня (посмертно)[1]
- в серпні 2017 року у Кельменцях на фасаді місцевого ліцею відкрито меморіальну дошку Сергію Ковальчуку.